# Grad Muiden
Grad Muiden (nizozemščina Muiderslot, nizozemska izgovorjava: [ˌmœydərˈslɔt] ) je grad na Nizozemskem ob izlivu reke Vecht, kakšnih 15 kilometrov jugovzhodno od Amsterdama, v kraju Muiden, kjer se izliva v nekdanje Zuiderzee. Je eden bolj znanih gradov na Nizozemskem in je predstavljen v številnih televizijskih oddajah, ki se dogajajo v srednjem veku.

## Zgodovina

### Floris V.
Zgodovina gradu Muiden se začne z grofom Florisom V., ki je leta 1280 zgradil kamniti grad ob izlivu reke, ko je pridobil oblast nad območjem, ki je bilo prej del knezo-škofije Utrecht. Reka Vecht je bila trgovska pot do Utrechta, enega najpomembnejših trgovskih mest tiste dobe. Grad je služil za uveljavljanje mitnine za trgovce. Gre za razmeroma majhen grad, ki meri 32 krat 35 metrov, z opečnimi zidovi debeline krepko čez 1,5 metra. Grad je obdajal velik obrambni jarek.
Leta 1296 se je Gerard van Velsen skupaj s Hermanom van Woerdenom, Gijsbrechtom IV iz Amstela in številnimi drugimi zarotil, da bi ugrabil Florisa V. Grof je bil na koncu zaprt v gradu Muiden. Potem ko je Floris V. poskušal pobegniti, je Gerard 27. junija 1296 osebno ubil grofa tako, da ga je 20-krat zabodel. Domnevni vzrok za konflikt med plemiči je bilo posilstvo žene Gerarda van Velsena s strani Florisa.
Leta 1297 je grad osvojil utrechtski nadškof Viljem Mechelenski, do leta 1300 pa je bil grad porušen.

### 14. stoletje
Sto let pozneje (ok. 1370–1386) je grad na istem mestu po istem načrtu prezidal bavarski vojvoda Albert I., ki je bil takrat tudi holandski in zeelandski grof.

### P.C. Hooft
Naslednji lastnik gradu se pojavi v 16. stoletju, ko je P.C. Hooft (1581-1647), pisatelj, pesnik in zgodovinar, prevzel naloge šerifa in sodnega izvršitelja na tem območju (Het Gooiland). 39 let je preživljal poletja v gradu in na obisk vabil prijatelje, učenjake, pesnike in slikarje, kot so Vondel, Huygens, Bredero in Maria Tesselschade Visscher. Ta skupina je postala znana kot Muiderkring. Uredil je tudi vrt in nasad sliv, hkrati pa je bil postavljen zunanji zemeljski obrambni sistem.

### 18. in 19. stoletje
Konec 18. stoletja je bil grad najprej uporabljen kot zapor, nato pa opuščen in je propadal. Zaradi nadaljnjega zanemarjanja so ga leta 1825 ponudili v prodajo z namenom, da bi ga porušili. To je preprečilo le posredovanje kralja Viljema I. Nato je trajalo še 70 let, dokler se ni zbralo dovolj denarja, da bi gradu povrnili nekdanjo slavo.

### Sodobni časi
Grad Muiden je trenutno nacionalni muzej. Notranjost gradu, njegove sobe in kuhinje, je bila obnovljena, da je izgledala kot v 17. stoletju, v več sobah pa je danes zbirka orožja in oklepov.
- Slika Atlas van Loon (1649)
- Grad Muiden
- Grad Muiden
- Grad Muiden
- Grad Muiden
- Pročelje gradu
- PC Hooft delovna soba
- Vrt
- Pogled iz zraka